# Hertas Flak
Hertas Flak är en 9 meter djup grundklack i Kattegatt, omkring 10 sjömil sydost om Skagen och 24 sjömil väst om Vinga. Vattnet kring Hertas Flak är en god fiskeplats.
Våren 1918 visade det sig att stora delar av farvattnet mellan svenska västkusten och Hertas Flak utan någon notifikation om detta var minerade dels av brittiska minor på omkring 10 meters djup, dels tyska minor på 3 meters djup. Protester avgavs i London och Berlin och ett 20-tal svenska minsvepare sattes in för att undanröja minorna. Under sommaren och hösten förstördes omkring tusen minor. Kanonbåten Gunhild minsprängdes under arbetet den 24 september 1918 och fartygschefen jämte sexton man ur besättningen omkom. Trots minsvepningsåtgärderna drabbades sjöfarten även senare av kvarvarande minor. Ett exempel är barken Frigga, hemmahörande i Timmernabben, som den 4 december 1919 sjönk efter en minsprängning. Två personer i besättningen räddades medan övriga åtta i besättningen avled, inklusive kaptenen och hans son. Myndigheter var medvetna om att röjandet av minfältet inte var fullständig.